# ألين فان
ألين فـان (بالإنجليزية: Allen Van)‏ هو لاعب هوكي الجليد أمريكي، ولد في 30 مارس 1915 في نيوبورت في الولايات المتحدة، وتوفي في 27 أغسطس 1995 في إنفر غروف هايتس في الولايات المتحدة.

## وصلات خارجية
- ألين فـان على موقع EliteProspects.com (الإنجليزية)
- ألين فـان على موقع أوليمبيديا (الإنجليزية)